# UTC+12:45
UTC+12:45とは、協定世界時を12時間45分進ませた標準時である。
ニュージーランドのチャタム諸島の標準時（南半球の冬）で用いられている。なお夏時間はUTC+13:45を採用している。